# サラ・ペイン誘拐殺人事件
サラ・ペイン誘拐殺人事件（サラ・ペイン ゆうかいさつじんじけん）とは、2000年7月に当時8歳であった少女サラ・ペイン（Sarah Payne）がイングランドのウェスト・サセックスで誘拐されたのちに殺害された事件。
この事件をきっかけに児童保護の機運が高まり、法改正へとつながった。犯人は2001年12月に有罪判決を受け、終身刑となった。

## 犯人について
犯人のロイ・ウィリアム・ホワイティング（Roy William Whiting）は、1959年1月26日にウェスト・サセックスの町ホーシャムで生まれ、クローリーで育った。彼には5人の兄弟がいたがそのうち3人は乳児の頃に亡くなっており、他に兄と妹がいた。1986年6月にリンダ・ブーカーと結婚したが、息子が生まれたのちに別居を始め1990年には離婚した。彼にはもう一人の女性との間に娘をもうけているが、その女性の希望で実名は伏せられている。

### 前科
1995年3月4日、クローリーで8歳の少女が誘拐され性的暴行を受ける事件が起きた。数週間後、ホワイティングが売却した車と誘拐犯の車が一致していたことがわかり、逮捕された。その後その車の購入者が判明し、車を調べたところナイフが隠されていたことがわかった。
同年6月23日、ホワイティングは誘拐と性的暴行の有罪判決を受け、懲役4年を言い渡された。この犯罪の最高刑は終身刑であったが、彼が早期に自白したことにより減刑された。しかし、彼を診察した精神科医は、彼が釈放されれば同じ罪を繰り返すだろうと警告していた。
1997年11月、ホワイティングは2年5ヶ月の刑期の後で釈放された。この際、彼は性暴力の加害者が受ける教育コースの受講を拒否していた。
釈放後、彼はクローリーから40km離れたウェスト・サセックスの沿岸部にあるリトルハンプトンへと移動した。

## サラ・ペインの失踪
2000年7月1日の夕方、イングランド南東部のサリーで暮らしていた少女サラ・ペインがウェスト・サセックスにある祖父母宅の近くで失踪した。当時彼女は2人の兄（13歳と11歳）と1人の妹（5歳）と一緒にトウモロコシ畑で遊んでおり、彼女だけがいなくなった。最初は地元警察による捜索が行われたが、すぐに全国的な捜索へと移った。その際、彼女の両親が数多くのテレビ番組や新聞などで彼女の安全な帰還のために呼びかけをした。
翌日の夕方、サセックス警察の警察官が初めてリトルハンプトンにあるロイ・ホワイティングの自宅を訪れた。当時この地域にいた多くの性犯罪歴のある者らに対しても同じように聞き取りが行われた。
サラ・ペイン発見の手がかりを探すために警察官や多くの地元住民が協力してリトルハンプトン周辺を捜索し、その間も両親はアピールを続けた。10日、警察はサラと似た女の子の目撃情報がイングランド北西部のチェシャーで報告されていることを発表した。その3日後、警察は両親に対して「最悪の事態に備えるように」と警告した。
17日、失踪した場所から24km離れたプルバラで遺体が発見され、その翌日にはサセックス警察がサラ・ペインのものであることを確認した。

## 事件の捜査
サラ・ペインが失踪した場所はロイ・ホワイティングの家から8kmほど離れた場所であったため、当初から彼に容疑が向けられた。失踪の翌日午後に警察がホワイティング宅を訪れたがその際は不在であったため、夕方に改めて訪れて1時間以上の聞き取りを行なった。
聞き取りが終わった直後にホワイティングは車へと向かったが、そこで警察官に静止され、逮捕された。 その後2日間拘留されたが、証拠不十分のため一度釈放された。しかしその後国道A24号沿いのガレージからガソリンスタンドのレシートが発見され、ホワイティングのアリバイが嘘であったことがわかった。彼は事件当日の午後5時半からホヴのフェアに行って午後9時半に帰宅したと証言していたため、ペインの誘拐は不可能とされていたのである。
ホワイティングは釈放後リトルハンプトンの自宅には帰らず、クローリーにある実家へと戻っていた。
サラ・ペインの遺体が見つかってから3日後の7月20日、プルバラから3マイル離れたクールハムという村で彼女の靴の片方が見つかった。
23日、ホワイティングはクローリーでオペル・コルサを1台盗んで駐車してあった他の自動車と衝突し、危険運転の罪で逮捕された。そして9月27日まで拘留されたのち、自動車の窃盗と危険運転の罪で懲役22ヶ月を宣告された。
ホワイティングの収監後、捜査官は彼が2000年7月23日に購入したフィアット・デュカトについて犯罪学的調査を行なった。翌年2月6日、警察の捜査によってホワイティングはサラ・ペインの誘拐と殺人の罪で起訴された。

## 裁判
2001年2月6日、ホワイティングの裁判がルイス裁判所で始まった。ホワイティングは容疑を否認し、次の公判が11月14日から始まることとなった。この間に自動車窃盗事件の罪での刑期は満了していたが、公判のために釈放は見送られた。
11月14日、ホワイティングの公判が始まった。最初に陪審員の前で複数人の目撃者が証言した。鍵となった証言は、サラ・ペインの兄リー・ペインが行なった「みすぼらしい身なりで黄色い歯の男」がサラ・ペインのいなくなった夜にキングストン・ゴースへと車で向かうのを見たというものであった。しかし、彼は容疑者数名の写真の中からホワイティングを選ぶことはできなかった。その他の証拠として、サラ・ペインの靴の繊維がホワイティングのバンから見つかったことが挙げられた。さらに彼のバンにあったTシャツからブロンドの髪の毛が見つかった。これについてDNA検査を行ったところ、ペインのものでない確率は10億分の1であるという結果が出た。さらに2人の目撃者は、遺体が見つかった場所の近くで7月1日にトラックを引いた白いバンが駐車されているのを見たと証言した。
2001年12月12日、4週間にわたる裁判の結果ホワイティングはサラ・ペイン誘拐と殺害において有罪評決を受け、終身刑が言い渡された。
裁判中、ホワイティングの前科についてはメディアや陪審員に対して伏せられていた。それはもしそれが陪審員に伝わった上で彼が有罪判決を受けた際、前科者という偏見が作用して有罪判決を受ける可能性があると警察が判断したからであった。彼は現在性犯罪者名簿に登録され公開されているが、内務省は有罪判決の翌日に「このようなシステムは機能しないし、小児性愛者の追跡がより困難になる」というコメントを出した。
この事件はまた、犯罪的検査にかかった費用面においても注目されている。この事件の検査には、昆虫学、花粉学、病理学、地質学、考古学、工業用油の分析など20名の専門家が動員され、推計でおよそ1,000人の人員と200万ポンド以上の税金が費やされたと言われている。

### 刑の見直し
2002年11月24日、内務大臣デイビッド・ブランケットはロイ・ホワイティングに対して最低50年の服役を命じた。これは彼が92歳になる2051年まで仮釈放が認められないということを意味する。この命令が出されてから即座に常任上訴貴族と欧州人権裁判所が声明を出し、政治家が殺人犯の服役期間を決めることに対して反対の意を表した。
2004年6月、ホワイティングが最低服役期間の見直しを求めて高等裁判所へ控訴することが明らかとなった。そして2010年6月9日、高等裁判所は彼の最低服役期間を40年に短縮した。彼の弁護人は、内務省から犯罪者に対して刑期を言い渡される権利が消滅する直前に50年の最低服役期間が言い渡されたと主張した。これにより、ホワイティングは82歳になる2041年以降に仮釈放の権利が与えられることとなった。これに対して、サラ・ペインの母はもし娘が生きていたら「がっかりした」というだろうと述べた。

## その後

### サラ法の制定
2000年7月の事件後、ニュース・オブ・ザ・ワールド紙を先頭にしたサラ法制定運動が始まり、サラ・ペインの両親もこの運動を支援した。彼らは児童性犯罪者は娘らの死に対して責任を負うべきだと主張しており、その信念はホワイティングの有罪判決後彼に児童性的虐待の前科があることが明らかになるとより強くなった。
この運動の目的は政府に対して性犯罪者名簿の公開を求めるものであり、それによって親たちが身近に性犯罪者が住んでいないか確かめることができるようになることであった。これに対しペインの母は、もしこの法律があったら娘は助かっただろうと述べていた。
この法律は2008年9月から4つの地区で試験運用され、2011年春からイングランドとウェールズの全域で運用されるようになった。

### ペイン家の人々
ペインの母親は2004年、娘の死とその後の法律制定までを綴った自伝を発表した。
2001年7月にはペインの両親がイギリス政府から1万1千ポンドの見舞金を受け取ったとされている。しかしこの金額について母親は「信じられないほど少ない」と述べた。
また母親はサラ法制定への努力が認められ、2008年12月に大英帝国勲章を授与された。その後2011年12月に自宅で心臓発作を起こした。
2011年7月、ニューズ・インターナショナル電話盗聴スキャンダルの対象に母親がなっていたことが明らかになった。しかし母親はニューズ・コーポレーション社がサラ法制定の際に良くしてくれたこと理由に盗聴を信じようとはせず、むしろニュース・オブ・ザ・ワールド最終版に寄稿した。
父親のマイケルは娘を失った心労に苦しみ、2003年8月には妻と離婚した。その後アルコールを常用するようになり、2011年には弟をグラスで殴った罪で懲役16ヶ月を言い渡された。その後2014年18月、ケント州メードストンで死亡しているのが見つかった。

### ロイ・ホワイティング
2002年8月4日、ウェイクフィールド刑務所に収監されていたホワイティングは、お湯をとってくる際にカミソリで斬りつけられ頬に6インチの切り傷ができた。犯人は殺人犯のリッキー・トレガスキス（1997年にコーンウォールで障害を持った男性を殺害した罪で最低25年の服役）であった。
2011年7月、今度は目を刺される怪我をしたが命に別状はなかった。
2018年11月8日、彼は房内で2人の囚人に刺され3度目の怪我をした。その後病院に搬送されたが容態が安定し刑務所に戻された。